# Hrabstwo Monroe (Alabama)

Piramida wieku hrabstwa

Monroe – hrabstwo w stanie Alabama w USA. Populacja liczy 23 068 mieszkańców (stan według spisu z 2010 roku). Stolicą hrabstwa jest Monroeville.
Powierzchnia hrabstwa to 2679 km² (w tym 22 km² stanowią wody). Gęstość zaludnienia wynosi 8,6 osób/km². 

## Miejscowości
- Beatrice
- Excel
- Frisco City
- Vredenburgh
- Monroeville

## CDP
- Megargel
- Peterman
- Uriah